# Kernkraftwerk Ōi
Das Kernkraftwerk Ōi (jap. 大飯発電所, Ōi hatsudensho) ist im Ort Ōi im Landkreis Ōi in der japanischen Präfektur Fukui gelegen. Die Anlage gehört der Kansai Denryoku. Es ist auch unter den alternativen Schreibungen Ohi bzw. Ooi bekannt.
Es befinden sich vier Druckwasserreaktoren (DWR) auf dem Gelände. Die Reaktoren 1 und 2 wurden von Westinghouse geliefert, 3 und 4 von Mitsubishi. Ein fünfter Reaktorblock mit einer Leistung von 1200 MW war geplant. Die Blöcke 1 und 2 liefen bis 2011, dem Jahr der Nuklearkatastrophe von Fukushima und wurden inzwischen stillgelegt. Die neueren Blöcke 3 und 4 laufen seit 2018 wieder durchgehend.

## Block 1
Der Block 1 verfügt über einen DWR mit einer Netto- bzw. Bruttoleistung von 1120 bzw. 1175 MWe; seine thermische Leistung liegt bei 3423 MWt.
Mit dem Bau von Block 1 wurde am 26. Oktober 1972 begonnen. Am 2. Dezember 1977 erreichte der Reaktor erstmals die Kritikalität. Er wurde am 23. Dezember 1977 mit dem Stromnetz verbunden und nahm am 27. März 1979 den kommerziellen Betrieb auf. Der Block 1 hat seit 1978 insgesamt 213,32 TWh Strom erzeugt; im Jahr 2006 erzielte er mit 8530 Betriebsstunden und einer Produktion von 9628,26 GWh sein bestes Ergebnis. Er war von 2011 bis 2018 heruntergefahren und wurde am 1. März 2018 endgültig stillgelegt.

## Block 2
Der Block 2 verfügt über einen DWR mit einer Netto- bzw. Bruttoleistung von 1120 bzw. 1175 MWe; seine thermische Leistung liegt bei 3423 MWt.
Mit dem Bau von Block 2 wurde am 8. Dezember 1972 begonnen. Am 14. September 1978 erreichte der Reaktor erstmals die Kritikalität. Er wurde am 11. Oktober 1978 mit dem Stromnetz verbunden und nahm am 5. Dezember 1979 den kommerziellen Betrieb auf. Der Block 2 hat seit 1978 insgesamt 231,7 TWh Strom erzeugt; im Jahr 2003 erzielte er mit 8760 Betriebsstunden und einer Produktion von 10075,59 GWh sein bestes Ergebnis. Er war von 2011 bis 2018 heruntergefahren und wurde am 1. März 2018 endgültig stillgelegt.

## Block 3
Der Block 3 verfügt über einen DWR mit einer Netto- bzw. Bruttoleistung von 1127 bzw. 1180 MWe; seine thermische Leistung liegt bei 3423 MWt.
Mit dem Bau von Block 3 wurde am 3. Oktober 1987 begonnen. Am 17. Mai 1991 erreichte der Reaktor erstmals die Kritikalität. Er wurde am 7. Juni 1991 mit dem Stromnetz verbunden und nahm am 18. Dezember 1991 den kommerziellen Betrieb auf. Der Block 3 hat von 1991 bis Ende 2021 insgesamt 194,3 TWh Strom erzeugt; im Jahr 2007 erzielte er mit 8760 Betriebsstunden und einer Produktion von 10080,14 GWh sein bestes Ergebnis. Er war von 2014 bis 2018 heruntergefahren.
Der Block 3 nahm den kommerziellen Betrieb am 10. April 2018 erneut auf.

## Block 4
Der Block 4 verfügt über einen DWR mit einer Netto- bzw. Bruttoleistung von 1127 bzw. 1180 MWe; seine thermische Leistung liegt bei 3423 MWt.
Mit dem Bau von Block 4 wurde am 13. Juni 1988 begonnen. Am 28. Mai 1992 erreichte der Reaktor erstmals die Kritikalität. Er wurde am 19. Juni 1992 mit dem Stromnetz verbunden und nahm am 2. Februar 1992 den kommerziellen Betrieb auf. Der Block 4 hat von 1992 bis Ende 2021 insgesamt 201,8 TWh Strom erzeugt; im Jahr 2009 erzielte er mit 8760 Betriebsstunden und einer Produktion von 10097,36 GWh sein bestes Ergebnis.
Block 4 war von 2014 bis 2018 heruntergefahren. Am 9. Mai 2018 wurde er wieder hochgefahren und erzeugt seit dem 11. Mai 2018 wieder Strom.

## Geschichte
Der Bau des Kraftwerks Ōi begann am 26. Oktober 1972 mit Block 1. Dieser nahm am 27. März 1979 den kommerziellen Betrieb auf. Von ihrer Inbetriebnahme an bis zum Jahr 2011 lieferten alle vier Reaktoren regelmäßig Strom.
Im Nachgang von Fukushima wurden bis zum 16. Dezember 2011 alle Blöcke für Wartungsarbeiten heruntergefahren. Angesichts möglicher Engpässe bei der Stromversorgung im Sommer erteilte die Regierung bereits am 16. Juni 2012 die Erlaubnis, die Reaktoren 3 und 4 des Kernkraftwerks Ōi wieder hochzufahren. Anfang Juli 2012 ging Reaktor 3 trotz Protesten seitens der Bevölkerung wieder in Betrieb. Im Dezember 2012 wurde bekannt, dass die Anlage möglicherweise auf einer aktiven Erdspalte steht.
Am 21. Mai 2014 erging ein Urteil des Bezirksgerichts Fukui, wonach die Reaktoren 3 und 4 nicht wieder hochgefahren werden durften. Das Gericht argumentierte, das Grundrecht auf Leben vieler Menschen könne nicht gegen das Stromversorgungs- und Preisargument aufgewogen werden. Die vom Betreiber garantierte Sicherheit bis zum 1,8-fachen des stärksten vorhersehbaren Erdbebens von 700 Gal wurde nicht als zureichend anerkannt, da stärkere Erdbeben wissenschaftlich grundsätzlich nicht auszuschließen seien. Verwiesen wurde dabei auf das Iwate-Erdbeben 2008, bei dem eine maximale Bodenbeschleunigung von 4022 Gal gemessen wurde. Der Betreiber Kansai Denryoku legte am 22. Mai 2014 Berufung gegen das Urteil ein. Auch die Regierung Japans unter Premierminister Shinzō Abe setzte sich weiter für das Wiederanfahren der japanischen Kernreaktoren ein.
Am 22. Dezember 2017 teilte Kansai Electric mit, die älteren Reaktoren 1 und 2 stillzulegen.
Die neueren Reaktoren 3 und 4 nahmen im Jahr 2018 wieder den regulären Betrieb auf. Im Juni 2024 erlaubte die japanische Regulierungsbehörde für Kernkraft Genshiryoku Kisei Iinkai eine Laufzeitverlängerung für den Reaktor 3 bis Ende 2031 und für Reaktor 4 bis Anfang 2033.

## Störfälle
Am 5. Mai 2004 wurde festgestellt, dass Borsäure an einem Ventil des Reaktors austrat.

Am 22. Dezember 2005 kam es wegen eines Orkans zu Problemen mit den Stromleitungen. Das Kraftwerk wurde vorsorglich vom Netz genommen.
Am 22. März 2006 brannte es im nicht-nuklearen Teil der Anlage, zwei Arbeiter erlitten eine Rauchvergiftung.
Am 16. Juli 2011 – etwa vier Monate nach der Nuklearkatastrophe von Fukushima – wurde der Reaktorblock 1 des KKW Ōi heruntergefahren. Grund sei ein Druckverlust in einem Borsäurebehälter, der für Notfallsituationen bereitsteht, teilte der Betreiber mit. Wann der Reaktor wieder ans Netz gehen könne, sei noch unklar. Nach dieser Abschaltung waren nur noch 18 der 54 kommerziellen japanischen Kernreaktoren in Betrieb.

## Daten der Reaktorblöcke
Das Kernkraftwerk Ōi hat vier Blöcke (Quelle: IAEA, Stand: August 2022):
| Block | Reaktortyp | Modell     | Status      | Netto- leistung in MWe (Design) | Brutto- leistung in MWe | Therm. Leistung in MWt | Baubeginn  | Erste Kritikalität | Erste Netzsyn- chronisation | Kommer- zieller Betrieb | Abschal- tung (geplant) | Einspeisung in TWh |
| ----- | ---------- | ---------- | ----------- | ------------------------------- | ----------------------- | ---------------------- | ---------- | ------------------ | --------------------------- | ----------------------- | ----------------------- | ------------------ |
| 1     | PWR        | WH 4LP     | Stillgelegt | 1120                            | 1175                    | 3423                   | 26.10.1972 | 02.12.1977         | 23.12.1977                  | 27.03.1979              | 01.03.2018              | 213,32             |
| 2     | PWR        | WH 4LP     | Stillgelegt | 1120                            | 1175                    | 3423                   | 08.12.1972 | 14.09.1978         | 11.10.1978                  | 05.12.1979              | 01.03.2018              | 231,70             |
| 3     | PWR        | M (4-loop) | In Betrieb  | 1127                            | 1180                    | 3423                   | 03.10.1987 | 17.05.1991         | 07.06.1991                  | 18.12.1991              | 17.12.2031              | 194,30             |
| 4     | PWR        | M (4-loop) | In Betrieb  | 1127                            | 1180                    | 3423                   | 13.06.1988 | 28.05.1992         | 19.06.1992                  | 02.02.1993              | 01.02.2033              | 201,80             |